# Ulica Stefana Czarnieckiego we Wrocławiu

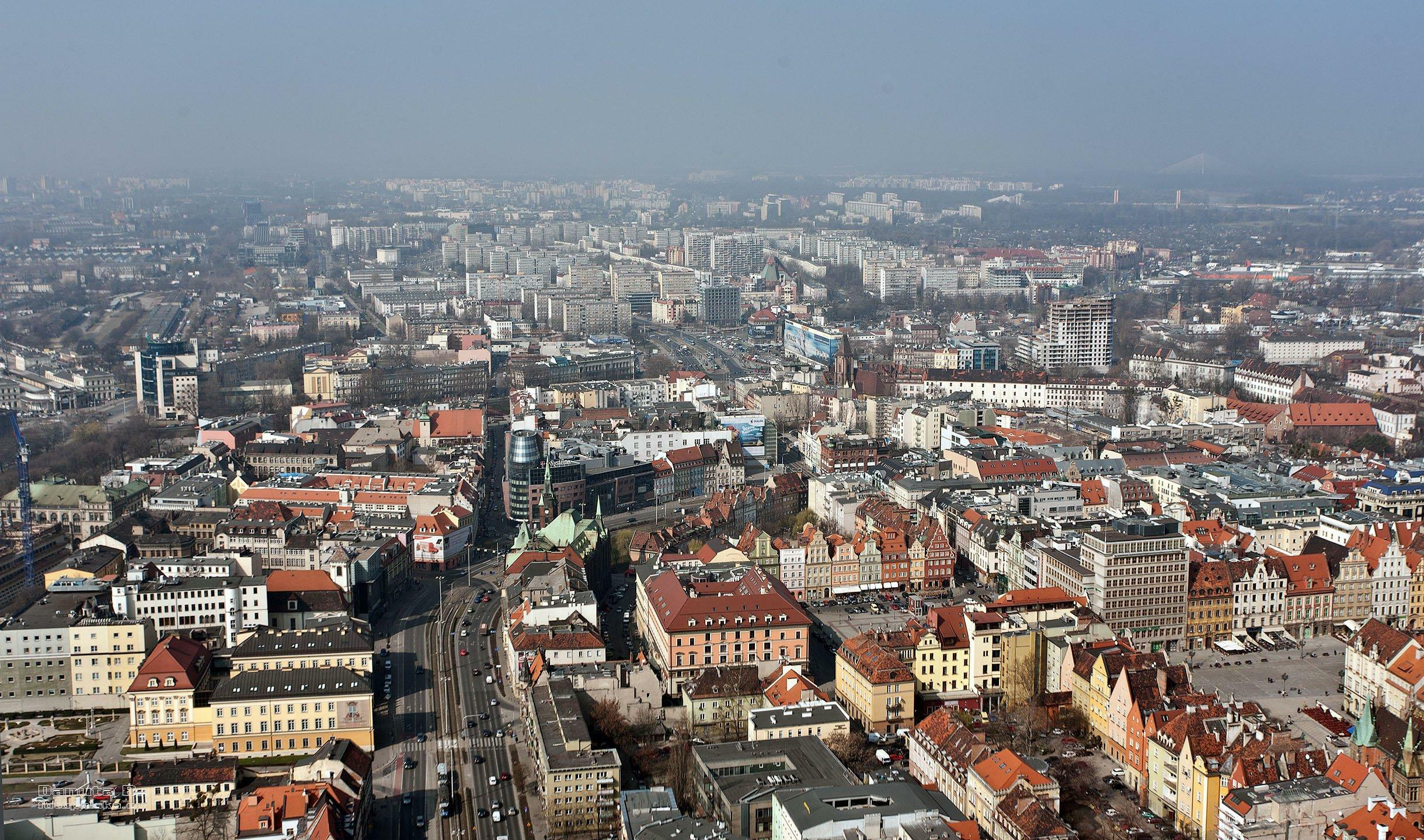
Osiedle „Zachód” (górna, środkowa cz. zdjęcia)

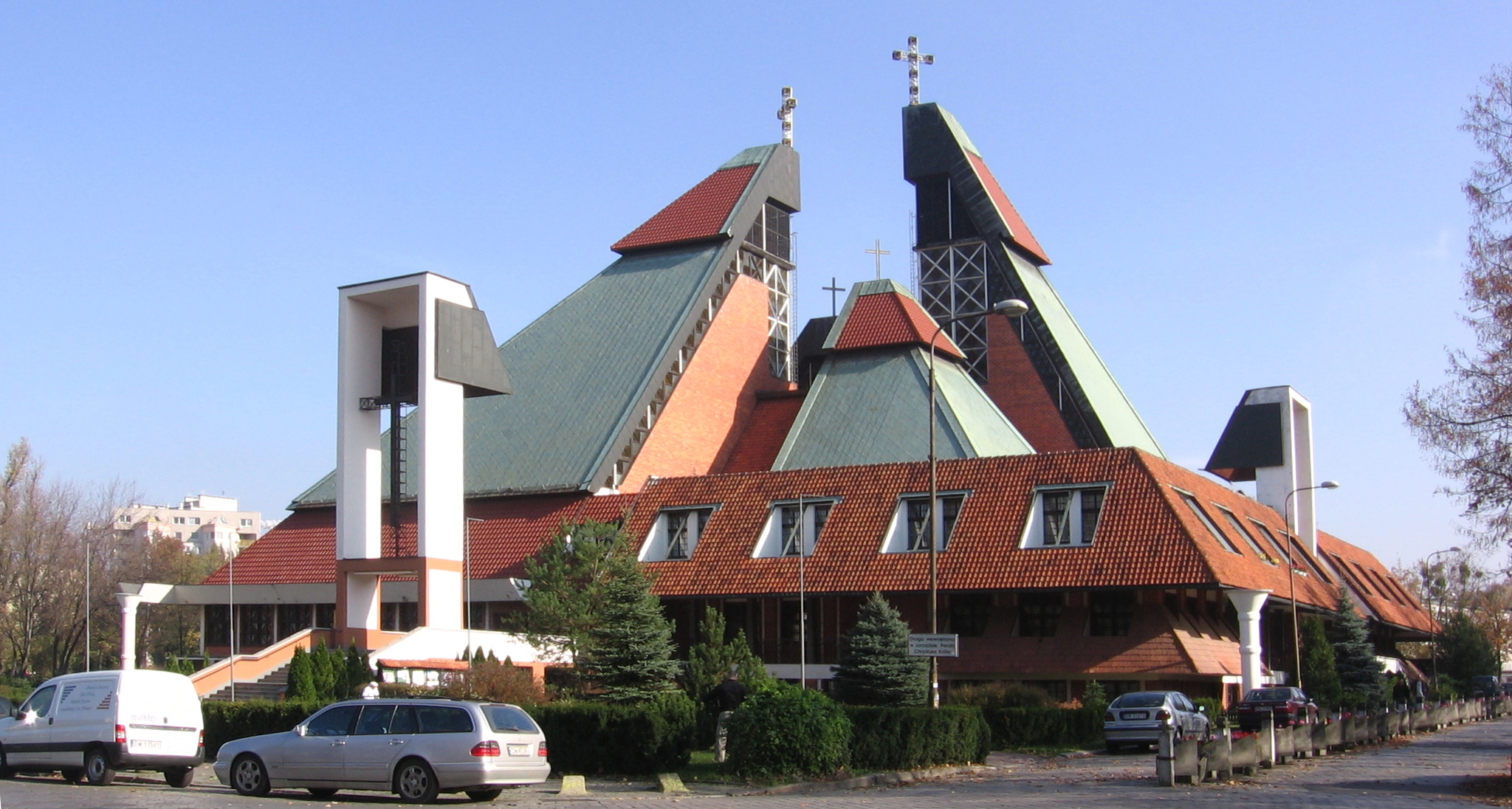
Kościół Chrystusa Króla

Ulica Stefana Czarnieckiego – ulica we Wrocławiu położona na osiedlu Szczepin w dawnej dzielnicy Stare Miasto. Współcześnie łączy ulicę Głogowską z ulicą Młodych Techników .

## Historia
Obszar przez który wytyczno tę ulicą stanowił pierwotnie pastwisko należące do wsi Szczepiany leżącej niegdyś w rejonie dzisiejszego placu Solidarności (wcześniej plac Czerwony). Tereny te włączono do miasta w 1808 roku. Ulica powstała w 1886 roku. Najstarszy jej odcinek łączył nieistniejący dziś plac Świętego Mikołaja z ulicą Inowrocławską. Następnie na początku XX wieku ulicę przedłużono do drogi współcześnie noszącej nazwę ulicy Legnickiej . Przy ulicy powstała zabudowa w postaci pierzejowej zabudowy utworzonej z kamienic.
Pod koniec II wojny światowej w czasie oblężenia Wrocławia w 1945 r. toczyły się w tym rejonie intensywne walki, szczególnie pod koniec kwietnia tego roku. Tu przebiegał zachodni front obronny „Festung Bresalu”. Walki trwały aż do kapitulacji miasta. Z tego względu ulica, jak i okoliczna zabudowa została zniszczona. Zachowały się dwie czteropiętrowe kamienice pod numerami 27 i 29 .
Na podstawie uchwały podjętej przez Radę Narodową z 20.10.1965 r. zlikwidowano odcinek ulicy od placu Świętego Mikołaja do ulicy Inowrocławskiej. W 1969 roku rozpoczęto zabudowę tych terenów osiedlem domów mieszkalnych. Zabudowa powstała w ramach projektu budowy zespołu osiedli „Zachód”. Po zakończeniu inwestycji w tym rejonie, jak i rozbudowie równoległej ulicy Legnickiej, zlikwidowano połączenie tej ulicy z nową arterią przebiegającą właśnie ulicą Legnicą po trasie dawnej i współczesnej drogi od Bramy Mikołajskiej do Środy Śląskiej. W latach 1978–1991 na północ od ulicy powstał Kościół Chrystusa Króla, a odcinek ulicy pomiędzy ulicą Młodych Techników, a ulicą Inowrocławską, o długości 115 m, otrzymał nazwę ulicy Salezjańskiej, od nazwy zgromadzenia zakonnego, w 1997 r. 

## Nazwy
W swojej historii ulica nosiła następujące nazwy własne:
- Alsenstrasse, od 1886 r. do 1945 r.[1][14]
- Stefana Czarneckiego, od 1945 r. do marca 1971 r.[1][14]
- Stefana Czarnieckiego, od marca 1971 r.[1][3][14]

Pierwsza z nazw nawiązywała do nazwy wyspy Als. Wyspa ta dla Prus wiązała się z historyczną bitwą stoczoną na niej z Danią w 1864 r. Natomiast polska nazwa upamiętnia Stefana Czarnieckiego (urodzonego w 1599 r., a zmarłego w 1657 r.) będącego wybitnym dowódcą wojskowym i hetmanem polnym koronnym. Nazwa ta została nadana przez Zarząd Miejski i ogłoszona w okólniku nr 94 z 20.12.1945 r., w brzmieniu nazwiska „Czarneckiego”, co zostało zmienione do współczesnego brzmienia w marcu 1971 r.

## Układ drogowy
Do ulicy przypisana jest droga gminna o długości 678 m, oraz łącznik o długości 152 m, mający status drogi wewnętrznej.
Ulice połączone:
- ulica Młodych Techników[3][16]
- ulica Salezjańska[3][13]
- ulica Sołtysia[17]
- ulica Litomska[18]
- ulica Poznańska[19]
- ulica Lubińska[20]
- ulica Głogowska[3][21].

## Zabudowa i zagospodarowanie
Ulica położona jest w obszarze zabudowanym osiedlem mieszkaniowym „Zachód”, którego budowa rozpoczęła się w 1969 r. Dominują tu budynki mieszkalne z lat 70. i 80. XX wieku, oraz zabudowa uzupełniająca z lat 90. XX wieku i nowsza. Jedynie przy skrzyżowaniu z ulicą Poznańską zachowały się kamienice pod numerami 27 i 29 . Przy ulicy Stefana Czarnieckiego 15 w północnej pierzei znajduje się kompleks handlowo-usługowy „Poczta Polska” S.A. 

## Ochrona i zabytki
Przy ulicy Stefana Czarnieckiego znajdują się następujące obiekty zabytkowe wpisane do Gminnej Ewidencji Zabytków Wrocławia:
- nr 27, kamienica z ok. 1915 r.[11] [22]
- nr 29, kamienica z ok. 1915 r.[11] [23]